# Ayomi
Ayomi är en ort i Benin. Den ligger i den södra delen av landet, 100 kilometer väster om huvudstaden Porto-Novo. Ayomi ligger 39 meter över havet och antalet invånare är 14 191.
Terrängen runt Ayomi är platt. Runt Ayomi är det tätbefolkat, med 286 invånare per kvadratkilometer.. Närmaste större samhälle är Lokossa, 15,7 kilometer söder om Ayomi.
Omgivningarna runt Ayomi är en mosaik av jordbruksmark och naturlig växtlighet.